# Enosis Neon Paralimni B.C.
Enosis Neon Paralimni B.C. (en griego Ένωσις Νέων Παραλιμνίου)  es un equipo de baloncesto chipriota, con sede en la ciudad de Paralimni, que forma parte del club polideportivo Enosis Neon Paralimni. Fue fundado en 1936. Compite en la Primera División de Baloncesto de Chipre, la primera competición de su país. Disputan sus partidos como local en el Paralimni Stadium, con capacidad para 400 espectadores.

## Trayectoria
| Temporada | Nivel | Liga       | Pos. | G/P   | Postemporada     |
| --------- | ----- | ---------- | ---- | ----- | ---------------- |
| 2014–15   | 1     | División A | 6º   | 9-12  | –                |
| 2015–16   | 1     | División A | 6º   | 7-15  | Cuartos de final |
| 2016–17   | 1     | División A | 4º   | 8-15  | Semifinales      |
| 2017–18   | 1     | División A | 4º   | 11-12 | Semifinales      |
| 2018–19   | 1     | División A | 4º   | 9-12  | Semifinales      |

## Palmarés
- División B
  - Campeón: 2010